# Jakub Paul
Jakub Paul (* 22. März 1999 in Chur) ist ein Schweizer Tennisspieler.

## Karriere
Jakub Paul spielte bereits auf der ITF Junior Tour recht erfolgreich Tennis. Er konnte sich 2017 für sein einziges Grand-Slam-Turnier der Junioren, die US Open, qualifizieren. Dort gewann er im Einzel und Doppel jeweils zwei Matches, verlor im Einzel dann aber gegen Wu Yibing, den späteren Turniersieger. Sein bestes Ranking in der Junioren-Rangliste war ein kombinierter 67. Rang.
Seit 2017 spielt er auch auf Profi-Ebene Tennis. Hier spielt er meist auf der drittklassigen ITF Future Tour, wo er im Einzel im Februar 2018 seinen ersten Final in Oberentfelden erreichte. Ausserdem gelang ihm Ende 2017 seine erste Teilnahme eines Challengers in Ho-Chi-Minh-Stadt, wo er sich durch die Qualifikation kämpfte. Sein erstes Match auf der ATP World Tour bestritt er im Doppel in Gstaad, wo er und sein Doppelpartner Adrian Bodmer eine Wildcard der Turnierverantwortlichen erhielten. Sie gewannen zum Auftakt gegen ihre Landsmänner Marc-Andrea Hüsler und Luca Margaroli und verloren schliesslich im Viertelfinal.

## Erfolge
| Legende (Anzahl der Siege)  |
| Grand Slam                  |
| ATP World Tour Finals       |
| ATP World Tour Masters 1000 |
| ATP World Tour 500          |
| ATP World Tour 250          |
| ATP Challenger Tour (6)     |

### Doppel

#### Turniersiege
| Nr. | Datum             | Turnier    | Belag         | Partner          | Finalgegner                        | Ergebnis  |
| --- | ----------------- | ---------- | ------------- | ---------------- | ---------------------------------- | --------- |
| 1.  | 6. Juli 2024      | Troyes     | Sand          | Neil Oberleitner | Denis Istomin Jewgeni Karlowski    | 6:4, 7:61 |
| 2.  | 30. November 2024 | Yokkaichi  | Hartplatz     | Thomas Fancutt   | Kokoro Isomura Hikaru Shiraishi    | 6:2, 7:5  |
| 3.  | 2. Februar 2025   | Koblenz    | Hartplatz (i) | David Pel        | Geoffrey Blancaneaux Joshua Paris  | kampflos  |
| 4.  | 8. Februar 2025   | Lille      | Hartplatz (i) | David Pel        | Karol Drzewiecki Piotr Matuszewski | 6:3, 6:4  |
| 5.  | 8. März 2025      | Thionville | Hartplatz (i) | David Pel        | Matteo Martineau Luca Sanchez      | 6:1, 6:4  |
| 6.  | 12. Juli 2025     | Triest     | Sand          | Matěj Vocel      | Robin Haase Johannes Ingildsen     | 7:5, 6:1  |